# Percival Everett
Percival Everett (nascido em 22 de dezembro de 1956) é um escritor americano e professor distinto de inglês na Universidade do Sul da Califórnia.

## Vida
Everett mora em Los Angeles, Califórnia.

### Carreira literária
Enquanto completava seu diploma de AM na Universidade Brown, Everett escreveu seu primeiro romance, Suder (1983), sobre Craig Suder, um jogador da terceira base do Seattle Mariners em uma queda na liga principal, dentro e fora do campo. O segundo romance de Everett, Walk Me to the Distance (1985), apresenta o veterano David Larson após seu retorno do Vietnã. Larson se envolve em uma busca pelo filho com deficiência de desenvolvimento de um criador de ovelhas em Slut's Whole, Wyoming. O romance foi posteriormente adaptado com um enredo alterado como um filme da ABC -TV intitulado Follow Your Heart.
Cutting Lisa (1986; reeditado em 2000) começa com John Livesey conhecendo um homem que realizou uma cesariana. Isso leva o protagonista a avaliar seus relacionamentos.
Em 1987, Everett publicou The Weather and Women Treat Me Fair: Stories, uma coleção de contos. Em 1990, Everett publicou dois livros que reformulam os mitos gregos: Zulus, que combina o grotesco e o apocalipse; e For Her Dark Skin, uma nova versão de Medea do dramaturgo grego Eurípides.
Mudando de gênero, Everett escreveu a seguir um livro infantil, The One That Got Away (1992), um livro ilustrado para jovens leitores que segue três cowboys enquanto tentam encurralar "uns", os numerais maliciosos.
Voltando aos romances, Everett publicou seu primeiro livro de faroeste, God's Country, em 1994. Neste romance, Curt Marder e seu rastreador Bubba procuram no "país de Deus" a esposa de Marder, que foi sequestrada por bandidos. Marder não tem certeza se deseja encontrá-la. O livro é uma paródia de westerns e da política de raça e gênero, que inclui um travesti de George Armstrong Custer.
Em 1996, Everett publicou dois livros: Watershed tem um cenário de faroeste contemporâneo, no qual o solitário hidrólogo Robert Hawkes conhece um nativo americano "pequeno", que o ajuda a se entender com a inter-relação das pessoas. Naquele ano, Everett também publicou sua segunda coleção de histórias, Big Picture.
Em Frenzy (1997), Everett voltou à mitologia grega. Vlepo, assistente de Dionísio, é forçado a viver um "frenesi" de atividades estranhas, inclusive virar piolhos e cortinas de quarto em diferentes momentos da história, que ele narra. Isso ocorre para que ele explique como são as experiências para Dionísio, o meio-deus.
Glyph (1999) é a história dentro da história de Ralph, um bebê que opta por não falar, mas tem um controle muscular extraordinário e um QI próximo a 500, que ele usa para escrever notas para sua mãe sobre uma variedade de tópicos literários baseados em livros que ela fornece. Ralph é sequestrado várias vezes devido às suas habilidades especiais, e sua odisséia (como "escrita" por Ralph, de quatro anos) o ensina mais sobre o amor do que sobre o intelecto.
Grand Canyon, Inc. (2001) é a primeira novela de Everett. Nele, Rhino Tanner tenta domar a Mãe Natureza com a comercialização do Grand Canyon.
Everett também publicou em 2001 o romance Erasure, no qual retrata como a indústria editorial classifica os escritores afro-americanos . O romance, uma peça metaficcional, gira satiricamente em torno de uma novela escrita pelo personagem principal intitulada My Pafology then Fuck, que emula ficção como Native Son de Richard Wright e o romance Push de Sapphire.
A History of the African-American People (proposed) by Strom Thurmond, as told to Percival Everett and James Kincaid (2004) é um romance epistolar que narra os personagens Percival Everett e James Kincaid enquanto trabalham com Thurmond (ocasionalmente) e o trabalho de seu assessor assistente maluco, Barton Wilkes. Este último dá ordens aos autores enquanto os persegue.
Também em 2004, Everett lançou American Desert e Damned If I Do: Stories, outra coleção de contos. Em American Desert, Ted Street planeja se afogar no oceano, mas morre em um acidente de trânsito no caminho para lá. Três dias depois, Street de repente se senta em seu caixão no funeral, embora sua cabeça esteja decepada e ele não tenha um coração batendo. Ao longo do restante do romance, Street passa por uma odisséia de autodescoberta sobre o que realmente significa estar vivo, explorando religião, revelação, fé, fanatismo, amor, família, sensacionalismo da mídia e morte.
Wounded: A Novel (2005) conta a história de John Hunt, um treinador de cavalos confrontado com crimes de ódio contra um homossexual e um nativo americano. Hunt evita se envolver na natureza política desses crimes, agindo apenas quando é forçado a fazê-lo.
A coleção de poesia de Everett de 2006, re:f (gesto), apresenta uma de suas pinturas na capa. Seu último livro de poesia, Swimming Swimmers Swimming, foi publicado em 2010 pela Red Hen Press.
The Water Cure (2007) é um romance sobre Ishmael Kidder, que teve uma carreira de sucesso como romancista até a morte de sua filha, quando sua vida dá uma guinada sombria. Em uma cabana remota no Novo México, Kidder prendeu um homem que acredita ser o assassino de sua filha. O título do livro refere-se a uma das técnicas de tortura que Kidder usa no homem, a saber, o afogamento simulado.
Em 2009, a Graywolf Press lançou I Am Not Sidney Poitier . O protagonista, com o nome de Not Sidney Poitier e uma semelhança com o ator de nome semelhante, enfrenta desafios relacionados à identidade e à segregação racial em toda a América do Norte. Ele enfrenta desafios semelhantes com a construção da identidade em relação ao pai adotivo, Ted Turner.
Assunção: um romance (2011) é um tríptico de histórias com alguns personagens que estiveram em histórias anteriores de Everett. "Big" retorna ao personagem de Ogden Walker, vice-xerife de uma pequena cidade do Novo México. Ele está no rastro do assassino de uma velha. Mas na cena do crime, as pegadas dele são as únicas que levam até a porta dela. Algo está errado, e até sua mãe sabe disso. À medida que outros casos se acumulam, Ogden dá início à perseguição, buscando pistas frágeis por razões ainda mais frágeis. Sua caçada o leva do lado mais sórdido de Denver a uma comunidade hippie enquanto ele busca a solução intrigante.
Em fevereiro de 2013, a Graywolf Press publicou Percival Everett de Virgil Russell.
Em 2021, a Graywolf Press publicou The Trees, um romance sobre linchamentos no Mississippi (publicado no Reino Unido pela Influx Press ). Ganhou o Anisfield-Wolf Book Award e foi selecionado para o Booker Prize de 2022.

### Romances
- Suder ( Viking Books, 1983)
- Walk Me to the Distance ( Clarion Books, 1985)
- Corte Lisa ( Ticknor &amp; Fields, 1986)
- Zulus ( The Permanent Press, 1990)
- Por sua pele escura (Owl Creek Press, 1990)
- País de Deus ( Faber & Faber, 1994)
- Divisor de águas ( Graywolf Press, 1996)
- O Corpo de Martin Aguilera (Owl Creek Press, 1997)
- Frenesi (Graywolf Press, 1997)
- Glifo (Graywolf Press, 1999)
- Grand Canyon, Inc. (Versus Press, 2001)
- Erasure ( University Press of New England, 2001)
- Uma história do povo afro-americano (proposta) por Strom Thurmond, contada a Percival Everett e James Kincaid (com James Kincaid ) ( Akashic Books, 2004)
- Deserto americano ( Hyperion Books, 2004)
- Ferido (Graywolf Press, 2005)
- A cura da água (Graywolf Press, 2007)
- Eu não sou Sidney Poitier: um romance (Graywolf Press, 2009)
- Assunção (Graywolf Press, 2011)
- Percival Everett por Virgil Russell: A Novel (Graywolf Press, 2013)
- Tanto azul (Graywolf Press, 2017)
- Telefone (Graywolf Press, 2020)
- The Trees (Graywolf Press, 2021; Reino Unido: Influx Press )
- Dr. Não (Graywolf Press, 2022)

### Contos
- The Weather and Women Treat Me Fair: Stories (August House Publishers, Inc., 1987)
- Big Picture: Stories (Graywolf Press, 1996)
- Dane-se se eu fizer: Histórias (Graywolf Press, 2004)
- Meia polegada de água (Graywolf Press, 2015)

### Poesia
- re:f (gesto) ( Red Hen Press, 2006), uma coleção de poesia
- Abstraktion und Einfühlung (com Chris Abani ) (Akashic Books, 2008), uma coleção de poesia
- Swimming Swimmers Swimming (Red Hen Press, 2010), uma coleção de poesia
- There Are No Names for Red (uma colaboração com Chris Abani; pinturas de Percival Everett) (Red Hen Press, 2010), uma coleção de poesia
- Trout's Lie (Red Hen Press, 2015), uma coleção de poesia
- O livro de treinamento do coronel Hap Thompson de Roanoke, VA, 1843: anotado da biblioteca de John C. Calhoun (Red Hen Press, 2019)

### Literatura infantil
- The One That Got Away (com Dirk Zimmer ) (Clarion Books, 1992), um livro infantil

### Contribuições
- My California: Journeys by Great Writers (Angel City Press, 2004)
- A introdução de Everett foi adicionada à edição em brochura de 2004 da The Jefferson Bible .

### Como editor convidado
- Ploughshares, outono de 2014 (vol. 40, nos 2 e 3)

## Prêmios e honrarias
- Prêmio da Academia de Literatura da Academia Americana de Artes e Letras
- Hurston/Wright Legacy Award for Fiction ( Erasure and I Am Not Sidney Poitier : A Novel )
- Novo prêmio de escrita americana
- As histórias de Everett foram incluídas na Antologia do Prêmio Pushcart e nos Melhores Contos Americanos
- 2006: Prêmio PEN Center USA de Ficção por Wounded[17]
- 2008: Recebeu um doutorado honorário do College of Santa Fe
- 2010: Vencedor do Believer Book Award por I Am Not Sidney Poitier
- 2010: Vencedor do 29º Prémio Dos Passos
- 2010: Vencedor do Prêmio Gregor von Rezzori de ficção estrangeira traduzido para o italiano por Wounded ( Ferito ), traduzido por Marco Rossari[18]
- 2015: Prêmio Guggenheim Fellowship in Fiction
- 2015: Prêmio Presidencial Phi Kappa Phi Medallion da University of Southern California
- 2016: Prêmio Capital Criativo
- 2018: Prêmio Literário PEN Oakland/Josephine Miles por So Much Blue
- 2021: Finalista do Prêmio Pulitzer de ficção por Telephone
- 2022: finalista do Booker Prize por The Trees[16]